# Знаки Рюриковичів

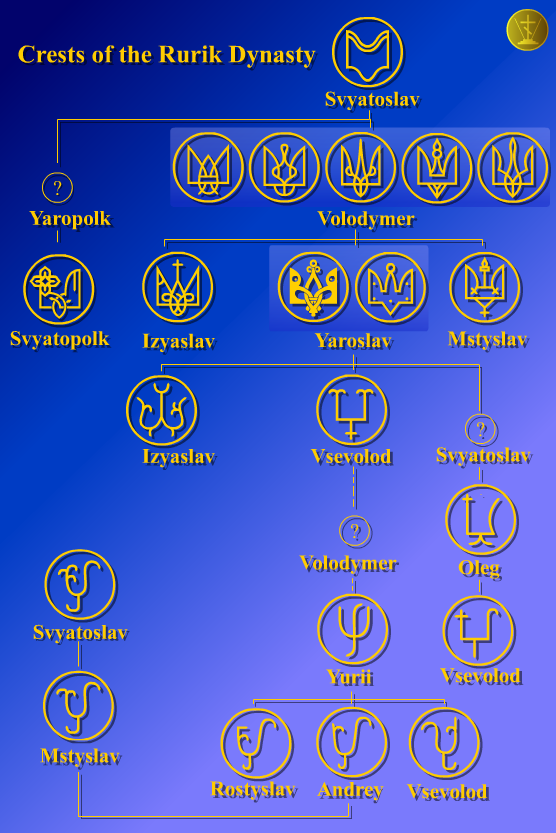
Знаки Рюриковичів

Знаки Рюриковичів — особисті знаки князів династії Рюриковичів у вигляді двозубів та тризубів. Використовувалися для позначення прав власності. Зображалися на княжих монетах, печатках, зброї тощо. Передували гербам 12 століття. Частина знаків трансформувалася у геральдичні фігури. З 20 століття особистий знак князя Володимира Святого використовується як символ національно-визвольної боротьби українців, а з 1992 року — як державний герб України.

## Київські князі
| 957—972   |  | Святослав Ігорович (Хоробрий)      | великий князь київський з династії Рюриковичів.                           |
| 978—1015  |  | Володимир Святославович (Святий)   | великий князь київський з династії Рюриковичів, хреститель Русі.          |
| 1015—1016 |  | Святополк Володимирович (Окаянний) | великий князь київський з династії Рюриковичів.                           |
| 1016—1018 |  | Ярослав Володимирович (Мудрий)     | великий князь київський з династії Рюриковичів.                           |
| 1018—1019 |  | Святополк Володимирович (Окаянний) | великий князь київський з династії Рюриковичів.                           |
| 1019—1054 |  | Ярослав Володимирович (Мудрий)     | великий князь київський з династії Рюриковичів; укладач «Руської Правди». |
| 1054—1068 |  | Ізяслав Ярославович                | великий князь київський з династії Рюриковичів.                           |
| 1069—1073 |  | Ізяслав Ярославович                | великий князь київський з династії Рюриковичів.                           |
| 1076—1077 |  | Всеволод Ярославич                 | великий князь київський з династії Рюриковичів.                           |
| 1077—1078 |  | Ізяслав Ярославович                | великий князь київський з династії Рюриковичів.                           |
| 1078—1093 |  | Всеволод Ярославич                 | великий князь київський з династії Рюриковичів.                           |
| 1149—1151 |  | Юрій Володимирович (Долгорукий)    | великий князь київський з династії Рюриковичів (молодші Мономаховичі).    |

## Галерея
Знаки на монетах та печатках

Знак Святослава Хороброго
Знак Володимира Святого
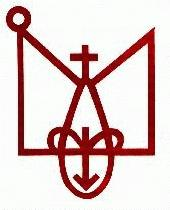
Знак Ізяслава Володимировича
Ярослав Мудрий
Знак Ізяслава Ярославича